# Zeche Thuegut
Die Zeche Thuegut ist ein ehemaliges Steinkohlenbergwerk im Wittener Ortsteil Vormholz. Das Bergwerk war auch unter dem Namen Zeche Thugut bekannt. Das Bergwerk befand sich an der heutigen Vormholzer Straße.

## Bergwerksgeschichte
Am 16. Februar des Jahres 1729 wurde die Mutung auf eine Kohlenbank im Herberholz eingelegt. Am 24. April des Jahres 1736 erfolgte die Belehnung. Belehnt mit der Kohlenbank wurden Johann Peter Rutenbeck und Jürgen Herberholtz. Im Anschluss an die Belehnung ging das Bergwerk im Bereich südlich der heutigen Reithalle in Betrieb. Im Jahr 1739 wurde das Bergwerk vermessen. Zu diesem Zeitpunkt lag das Bergwerk bereits wieder still. Im Jahr 1750 wurde das Bergwerk aufgrund von Absatzmangel in Fristen gelegt. In den Jahren 1754 und 1755 wurde der Tiefe Stollen ausgerichtet und es wurden Säuberungsarbeiten durchgeführt. Ab dem Jahr 1758 war das Bergwerk für mehrere Jahre in Betrieb. Am 3. Januar des Jahres 1844 wurde das Längenfeld neu verliehen. Ab dem Jahr 1863 wurde das Bergwerk durch den St. Johannes Erbstollen gelöst. Im Jahr 1865 erfolgte die Förderung im Schacht Ludwig. Der Schacht war tonnlägig und hatte eine Länge von 88 Metern. Er war zum Antrieb mit einem Pferdegöpel ausgestattet. Ab dem 2. Quartal des Jahres 1873 wurde das Bergwerk erneut in Fristen gelegt. Am 2. Januar des Jahres 1875 wurde das Bergwerk wieder in Betrieb genommen. Am 10. Mai des Jahres 1879 wurde das Bergwerk endgültig stillgelegt. In den Jahren 1906 bis 1913 wurde das Grubenfeld durch den Laurentius-Erbstollen gelöst. Im Jahr 1919 wurde die Zeche Thuegut von der Zeche Taugenicht übernommen. Die Zeche Taugenicht baute dann noch eine Zeitlang in dem Grubenfeld ab.

## Förderung und Belegschaft
Die ersten bekannten Belegschaftszahlen stammen aus dem Jahr 1754, in dem Jahr waren zwei Bergleute auf dem Bergwerk beschäftigt. Die ersten Förderzahlen stammen aus dem Jahr 1865, es wurden 3206 Tonnen Steinkohle gefördert. Im Jahr 1867 wurden 31.704 Scheffel Steinkohle gefördert. Im Jahr 1870 lag die Förderung bei 1439 Tonnen Steinkohle, die Belegschaftsstärke betrug sieben Beschäftigte. Im Jahr 1872 sank die Förderung auf 172 Tonnen Steinkohle. Im Jahr darauf erneutes Absinken der Förderung auf 150 Tonnen Steinkohle. Im Jahr 1876 lag die Förderung bei 1306 Tonnen Steinkohle, die Belegschaftsstärke betrug sieben Beschäftigte. Im Jahr 1878 wurden mit sieben Beschäftigten 1346 Tonnen Steinkohle gefördert. Dies sind auch die letzten bekannten Zahlen des Bergwerks.